# Skeggtindar
Skeggtindar är en bergstopp i republiken Island.   Den ligger i regionen Austurland, i den östra delen av landet, 300 km öster om huvudstaden Reykjavík. Toppen på Skeggtindar är 597 meter över havet.
Terrängen runt Skeggtindar är huvudsakligen kuperad.  Trakten runt Skeggtindar är nära nog obefolkad, med mindre än två invånare per kvadratkilometer. Närmaste större samhälle är Höfn, 15,1 km sydväst om Skeggtindar. Trakten runt Skeggtindar består i huvudsak av gräsmarker.